# (6984) Lewiscarroll
(6984) Lewiscarroll est un astéroïde de la ceinture principale.

## Description
(6984) Lewiscarroll est un astéroïde de la ceinture principale. Il fut découvert par Hitoshi Shiozawa et Takeshi Urata le 4 janvier 1994 à Fujieda. Il présente une orbite caractérisée par un demi-grand axe de 3,9785 UA, une excentricité de 0,1891 et une inclinaison de 16,7913° par rapport à l'écliptique.
Il fut nommé en hommage à Lewis Carroll, de son vrai nom Charles Lutwidge Dodgson, romancier, essayiste, photographe et professeur de mathématiques à l'université d'Oxford.

## Compléments